# Mirosław Stec
Mirosław Tomasz Stec (ur. 1951) – polski prawnik, profesor nauk prawnych, nauczyciel akademicki.

## Życiorys
Z wykształcenia prawnik. Uzyskał stopień doktora, a w 1994 doktora habilitowanego na podstawie rozprawy pt. Odpowiedzialność cywilna przewoźnika za szkody w przesyłce. W 2006 otrzymał tytuł profesora nauk prawnych. Specjalizuje się w prawie gospodarczym prywatnym, prawie transportowym i prawie handlowym. Zawodowo związany z Wydziałem Prawa i Administracji Uniwersytetu Jagiellońskiego i Katedrą Prawa Gospodarczego Prywatnego oraz Katedrą Prawa Samorządu Terytorialnego (jako jej kierownik) tej uczelni. Został również wykładowcą m.in. Wyższej Szkoły Administracji Publicznej w Kielcach i Uniwersytetu w Białymstoku, a także członkiem Komisji Prawniczej Polskiej Akademii Umiejętności.
Został redaktorem naczelnym periodyku „Finanse Komunalne”, członkiem kolegium redakcyjnego czasopism „Kwartalnika Prawa Prywatnego”, „Samorząd Terytorialny” i innych.
W pierwszej połowie lat 90. był delegatem pełnomocnika rządu odpowiadającym za reformę administracji publicznej w województwie krakowskim, a także wiceministrem w Urzędzie Rady Ministrów. Jako ekspert współtworzył przepisy dotyczące samorządu terytorialnego w Konstytucji RP oraz założenia reformy administracyjnej z okresu rządu Jerzego Buzka. Od 1999 do 2005 był przewodniczącym Rady Służby Cywilnej, w 2008 powołany do Kolegium Najwyższej Izby Kontroli, a w 2010 do Rady Legislacyjnej działającej przy prezesie Rady Ministrów, której został przewodniczącym.

## Odznaczenia
Odznaczony Krzyżem Kawalerskim Orderu Odrodzenia Polski (2009) oraz Odznaką Honorową za Zasługi dla Samorządu Terytorialnego (2015).

## Wybrane publikacje
- Odpowiedzialność cywilna przewoźnika za szkody w przesyłce. Geneza, charakter, Wyd. UJ, Kraków 1993.
- Prawo gospodarcze prywatne, C.H. Beck, Warszawa 2005.
- Reforma administracji publicznej 1999. Dokonania i dylematy. Raport Programu Reformy Administracji (red.), Zakład Badawczy ISP, Warszawa 2001.
- Reforma terytorialnej organizacji kraju – dwa lata doświadczeń (współredaktor), Scholar, Warszawa 2001.
- Regionalne izby obrachunkowe. Charakterystyka ustrojowa i komentarz do ustawy (red.), Wolters Kluwer Polska, Warszawa 2010.
- Samorządowe ABC, FRDL, Kraków 1995.
- Stosunki pracy pracowników samorządowych (red.), Wolters Kluwer Polska, Warszawa 2008.
- Umowa przewozu w transporcie towarowym, Zakamycze, Kraków 2005.
- Umowy czarterowe w transporcie lotniczym, Wyd. UJ, Kraków 1988.
- Współdziałanie administracji rządowej z administracją samorządową (red.), KSAP, Warszawa 2009.
- Wybory i referenda lokalne. Aspekty prawne i politologiczne (współredaktor), Wolters Kluwer Polska, Warszawa 2010.